# آرلینگتون (کلرادو)
آرلینگتون (به انگلیسی: Arlington) یک منطقهٔ مسکونی در ایالات متحده آمریکا است که در کلرادو واقع شده‌است. آرلینگتون ۱٬۲۸۷ متر بالاتر از سطح دریا واقع شده‌است.